# Гауленд (Мен)
Гауленд (англ. Howland) — місто (англ. town) в США, в окрузі Пенобскот штату Мен. Населення — 1094 особи (2020).

## Демографія
Згідно з переписом 2010 року, у місті мешкала 1241 особа в 523 домогосподарствах у складі 330 родин. Було 639 помешкань
Расовий склад населення:
| - 97,4 % — білих - 0,6 % — корінних американців - 0,6 % — чорних або афроамериканців - 0,2 % — азіатів |

До двох чи більше рас належало 1,3 %. Частка іспаномовних становила 0,4 % від усіх жителів.
За віковим діапазоном населення розподілялося таким чином: 19,3 % — особи молодші 18 років, 59,5 % — особи у віці 18—64 років, 21,2 % — особи у віці 65 років та старші. Медіана віку мешканця становила 45,5 року. На 100 осіб жіночої статі у місті припадало 93,0 чоловіків;  на 100 жінок у віці від 18 років та старших — 91,6 чоловіків також старших 18 років.
Середній дохід на одне домашнє господарство  становив 47 452 долари США (медіана — 38 281), а середній дохід на одну сім'ю — 60 305 доларів (медіана — 53 295). Медіана доходів становила 39 583 долари для чоловіків та 40 341 долар для жінок. За межею бідності перебувало 21,9 % осіб, у тому числі 34,4 % дітей у віці до 18 років та 4,6 % осіб у віці 65 років та старших.
Цивільне працевлаштоване населення становило 437 осіб. Основні галузі зайнятості: освіта, охорона здоров'я та соціальна допомога — 31,1 %, роздрібна торгівля — 20,8 %, будівництво — 10,3 %, сільське господарство, лісництво, риболовля — 8,2 %.